# Кубок вызова МХЛ 2020
Кубок вызова МХЛ 2020 — одиннадцатый в истории Кубок вызова Молодёжной хоккейной лиги, который состоялся 11 января 2020 года в Москве «ВТБ Арене» и завершился победой команды «Восток» со счётом 5:3. Восток победил в Кубке вызова впервые за 8 лет.

## Предшествующие события

### Борьба за проведение
11 июля КХЛ объявила о том, что Неделя Звезд-2020 состоится в Москве. Москва выбрана по итогам работы специальной комиссии КХЛ, которая оценивает город-кандидат по 32 критериям - от инфраструктуры объекта и города до участия в проведении Недели Звезд городских и региональных властей, софинансирование ими мероприятия.
КХЛ рассматривала несколько городов-кандидатов, среди которых Санкт-Петербург, Хельсинки, Ярославль, Новосибирск, Магнитогорск, Владивосток. Москва наиболее полно соответствует критериям КХЛ - от места проведения (ВТБ Арена – новейший спортивный объект Москвы) до полной поддержки городской администрации.

### Логотип
3 октября Континентальная хоккейная лига представила фирменный стиль Недели звезд 2020 года, до старта которой осталось 100 дней. «Структура логотипа Недели звёзд хоккея 2020 проста и лаконична. Эмблема представляет собой щит, в верхней части которого изображено несколько стилизованных бойниц – в этом элементе сразу угадывается часть стены Московского кремля. Вместе с тем форма бойниц напоминает литеру «М», первую в названии города «Москва/Moscow». Основная надпись All Star исполнена оригинальным шрифтом в стилистике осовремененной и переосмысленной ижицы.
Основным цветом фирменного стиля Недели звезд хоккея стал красный – цвет флага и герба Москвы. В основу паттерна легла стилизованная «М»: в прямых углах литеры угадывается логотип московского метро, а в оригинальном и ярком узоре удачно сочетаются орнамент куполов храма Василия Блаженного и облик современной архитектуры Москвы-Сити.».

### Билеты
12 ноября начались продажи билетов для держателей карт MasterCard. 18 ноября стартовали продажи для всех желающих.

## Составы команд
| Сборная Запада | Сборная Запада | Сборная Запада     | Сборная Запада    | Сборная Востока | Сборная Востока | Сборная Востока    | Сборная Востока    |
| -------------- | -------------- | ------------------ | ----------------- | --------------- | --------------- | ------------------ | ------------------ |
| №              | Гр.            | Фамилия Имя        | Команда           | №               | Гр.             | Фамилия Имя        | Команда            |
| Вратари        |                |                    |                   |                 |                 |                    |                    |
| 36             | Россия         | Владислав Окоряк   | Локо              | 31              | Россия          | Артур Ахтямов      | Ирбис              |
| 70             | Россия         | Дмитрий Николаев   | СКА-1946          | 49              | Россия          | Дмитрий Брагинский | Толпар             |
| Защитники      |                |                    |                   |                 |                 |                    |                    |
| 5              | Россия         | Арслан Яруллин     | СКА-1946          | 2               | Россия          | Антон Цибин        | Тюменский легион   |
| 12             | Россия         | Родион Порошин     | Крылья Советов    | 13              | Россия          | Никита Ефремов     | Сибирские снайперы |
| 42             | Россия         | Роман Калиниченко  | Красная армия     | 18              | Россия          | Дмитрий Костенко   | Ладья              |
| 54             | Россия         | Егор Смирнов       | МХК Динамо Мск    | 50              | Россия          | Булат Мотыгуллин   | Реактор            |
| 56             | Россия         | Евгений Белов      | МХК Спартак       | 53              | Россия          | Денис Давыдов      | Чайка              |
| 65             | Латвия         | Арвилс Бергманис   | Рига              | 75              | Россия          | Даниил Зайцев      | Авто               |
| 76             | Россия         | Александр Баранов  | Сахалинские акулы | 90              | Россия          | Юрий Салов         | Авто               |
| 82             | Россия         | Александр Гопиенко | Амурские тигры    | 94              | Россия          | Артём Онишко       | Спутник            |
| Нападающие     |                |                    |                   |                 |                 |                    |                    |
| 8              | Россия         | Роман Дарьин       | Атланты           | 14              | Россия          | Иван Савчик        | Мамонты Югры       |
| 15             | Россия         | Алексей Цыплаков   | СКА-1946          | 25              | Россия          | Дмитрий Шешин      | Стальные лисы      |
| 19             | Россия         | Илья Николаев      | Локо              | 29              | Россия          | Семён Асташевский  | Омские ястребы     |
| 55             | Россия         | Егор Анисимов      | МХК Динамо СПб    | 32              | Россия          | Герман Шапорев     | Алтай              |
| 62             | Россия         | Никита Шуйдин      | СКА-Варяги        | 35              | Россия          | Данил Аймурзин     | Толпар             |
| 63             | Россия         | Тахир Мингачёв     | Красная армия     | 46              | Россия          | Максим Шабанов     | Белые медведи      |
| 67             | Россия         | Амир Гараев        | Капитан           | 52              | Россия          | Стас Петросян      | Алтай              |
| 75             | Россия         | Никита Гончаров    | Русские витязи    | 54              | Казахстан       | Диас Гусейнов      | Снежные барсы      |
| 86             | Россия         | Владислав Фёдоров  | Алмаз             | 59              | Россия          | Егор Чинахов       | Омские ястребы     |
| 87             | Россия         | Иван Бунов         | Тайфун            | 70              | Россия          | Владимир Машков    | Омские ястребы     |
| 91             | Китай          | Ван Цзин           | ОЭРДЖИ Юниор      | 87              | Россия          | Булат Загидулин    | Кузнецкие медведи  |
| 97             | Россия         | Кирилл Тагиров     | МХК Спартак       | 97              | Россия          | Иван Тимашев       | Сарматы            |
| Тренеры        |                |                    |                   |                 |                 |                    |                    |
|                | Россия         | Лев Бердичевский   | СКА-1946          |                 | Россия          | Олег Угольников    | Омские ястребы     |
|                | Россия         | Владимир Тюриков   | Спартак           |                 | Россия          | Виталий Соловьёв   | Авто               |

«Жирным» выделены хоккеисты, выбранные в стартовые пятёрки.

## Ход игры
| 11 января 2020 года | Запад | 3 : 5 (2:4, 1:0, 0:1) | Восток | ВТБ Арена Зрителей: 4523 |

| Отчёт                                                                                     | Отчёт                                           | Отчёт | Отчёт                       | Отчёт                                                                                          |
| ----------------------------------------------------------------------------------------- | ----------------------------------------------- | --- | --------------------------- | ---------------------------------------------------------------------------------------------- |
|                                                                                           |                                                 | |                             |                                                                                                |
|                                                                                           | Николаев (32:35, Окоряк)                        | Вратари | Брагинский (32:35, Ахтямов) | Судьи: Главные: Комаров (Москва) Светилов (Москва) Линейные: Гладышев (Москва) Зайцев (Москва) |
|                                                                                           | Голы:                                           | |                             | Судьи: Главные: Комаров (Москва) Светилов (Москва) Линейные: Гладышев (Москва) Зайцев (Москва) |
| Гончаров (Анисимов) 03:31 Бергманис (Тагиров, Смирнов) 14:59 (5x4) Бунов (Анисимов) 37:02 | 0 : 1 1 : 1 1 : 2 1 : 3 2 : 3 2 : 4 3 : 4 3 : 5 | Шапорев (Гусейнов, Петросян) 02:14 Шешин (Шабанов) 06:07 (5x4) Савчик (Тимашев, Давыдов) 10:16 Чинахов (Костенко, Мотыгуллин) 17:54 (5x4) Савчик (Гусейнов) 59:33 (en.) |                             | Судьи: Главные: Комаров (Москва) Светилов (Москва) Линейные: Гладышев (Москва) Зайцев (Москва) |
|                                                                                           |                                                 | |                             | Судьи: Главные: Комаров (Москва) Светилов (Москва) Линейные: Гладышев (Москва) Зайцев (Москва) |
|                                                                                           |                                                 | |                             | Судьи: Главные: Комаров (Москва) Светилов (Москва) Линейные: Гладышев (Москва) Зайцев (Москва) |
|                                                                                           |                                                 | |                             | Судьи: Главные: Комаров (Москва) Светилов (Москва) Линейные: Гладышев (Москва) Зайцев (Москва) |
| 10 мин                                                                                    | Штраф                                           | 8 мин |                             | Судьи: Главные: Комаров (Москва) Светилов (Москва) Линейные: Гладышев (Москва) Зайцев (Москва) |
|                                                                                           |                                                 | |                             |                                                                                                |
|                                                                                           | 30                                              | Броски | 30                          |                                                                                                |